# Genaro Vélez Castro
Genaro Ramón Vélez Castro (Túcume, 22 de mayo de 1938) es un abogado, jurista y político peruano. Fue uno de los abogados del expresidente Alan García en el Caso Odebrecht y ejerció como diputado por el departamento de Lambayeque en el disuelto periodo 1990-1992.

## Biografía
Nació en la localidad de Túcume, en el departamento de Lambayeque en Perú, el 22 de mayo de 1938.
Cursó sus estudios primarios y secundarios en la ciudad de Chiclayo. Entre 1962 y 1968 estudió la carrera de Derecho en la Universidad Nacional Mayor de San Marcos en Lima, así como una maestría en Derecho civil en la Universidad Inca Garcilaso de la Vega entre 1993 y 1995.

## Trayectoria
Genaro Vélez es miembro del Partido Aprista Peruano desde los años 1960, ocupando el cargo de secretario general del Comando Universitario Aprista entre 1964 y 1968, de secretario general de Organizaciones Profesionales entre 1999 y 2006 y de presidente del Tribunal de Ética desde el año 2006 hasta año 2017.
En las elecciones del año 1990, Genaro Vélez fue elegido como diputado por el departamento de Lambayeque para el periodo 1990-1995, sin embargo, su periodo se interrumpió el 5 de abril de 1992 a raíz del autogolpe de estado de Alberto Fujimori.
Vélez intentó sin éxito ser nuevamente congresista en las elecciones del 2006 y en las elecciones del 2011 sin éxito.
Genaro Vélez ha sido un personaje muy cercano al expresidente Alan García, siendo su abogado legal tanto para defenderlo de diversas acusaciones como para la interposición de varias acciones de amparo que buscaron liberar a García de ser objeto de investigaciones.
En el año 2003, Vélez fundó un estudio de abogados en sociedad con Luis Nava Guibert, secretario personal de Alan García, brindando servicios a la empresa Odebrecht en el año 2006. Durante el segundo gobierno aprista, Vélez Castro fue un visitante asiduo del despacho presidencial a la vez que fue nombrado presidente de Distriluz, una empresa estatal que distribuye energía eléctrica a 12 regiones del norte del país.
Recientemente, Vélez Castro fue implicado en el caso Cuellos Blancos debido a varios contactos que tuvo con Walter Ríos, expresidente de la Corte Superior del Callao. condenado por actos de corrupción.